# Jérôme Lesueur
Pour les articles homonymes, voir Lesueur.
Jérôme Lesueur est un physicien français, spécialiste des matériaux supraconducteurs et des nanomatériaux. Depuis 2022, il occupe le poste de directeur de la recherche de l'École des Ponts ParisTech. Il a été professeur et Directeur de la Recherche à l'ESPCI ParisTech,membre du Laboratoire de Physique et d'Étude des Matériaux.

## Biographie
Ingénieur de l'école des Mines de Nancy, Jérôme Lesueur obtient son doctorat de physique à l'Université Paris Sud en 1985 et étudie les propriétés des matériaux supraconducteurs avec Louis Dumoulin. Chargé de recherche au CNRS, il travaille au CSNSM à Orsay sur les matériaux supraconducteurs désordonnés, et sur les supraconducteurs à haute température critique découverts en 1986. Spécialiste de la spectroscopie tunnel et de l'effet Josephson, il conduit des expériences visant à comprendre les propriétés fondamentales de ces nouveaux supraconducteurs, leur sensibilité au désordre et la symétrie de leur paramètre d'ordre entre autres. En collaboration avec Takis Kontos et Marco Aprili, il étudie également les interactions entre les ordres supraconducteurs et ferromagnétiques. Nommé professeur à l'ESPCI ParisTech en 2000, il développe une activité de recherche centrée sur la physique de la matière condensée, les supraconducteurs, les matériaux présentant de fortes corrélations électroniques et les nanomatériaux. Il a travaillé en particulier sur les fluctuations des supraconducteurs à haute température critique, pour comprendre l'origine des paires de Cooper. Avec Nicolas Bergeal, il a développé une nouvelle technologie pour réaliser des Jonctions Josephson avec ces matériaux, qui sont les briques élémentaires de l'électronique supraconductrice. Des détecteurs de photons dans la gamme de fréquence THz sont en particulier réalisés, pour des applications très diverses. En parallèle, il étudie aujourd'hui les propriétés fondamentales de gaz bidimensionnels d'électrons qui se forment à l'interface d'oxydes, et notamment leur supraconductivité.  
Directeur adjoint en 2003 puis directeur en 2008 du Laboratoire de Physique et d'Étude des Matériaux, Jérôme Lesueur dirige l'équipe de recherche Phasme qui étudie la physique et les applications des matériaux supraconducteurs et magnétiques, notamment les jonctions Josephson. 
En 2014, il est nommé Directeur de la Recherche de l'ESPCI ParisTech, puis à la mi 2015, Directeur du programme "Institut de Technologie et d'Innovation" de Paris Sciences et Lettres (PSL - ITI).
Jérôme Lesueur enseigne alors la mécanique quantique, la physique des solides et la relativité restreinte à l'ESPCI ParisTech. Il organise avec Elie Raphaël le cycle de conférence "Les Chantiers du Savoir"  à destination des élèves et du grand public.
Il est nommé directeur de la recherche de l'École des Ponts ParisTech à compter du 4 avril 2022.

## Prix
- 2007: Prix Langlois de la recherche[13]